# Cefodizim
Cefodizim ist ein Arzneistoff aus der Gruppe der Cephalosporine, genauer der Breitspektrumcephalosporine. Es wurde erstmals 1978 von Hoechst patentiert. Das Antibiotikum wird in Form des Dinatriumsalzes eingesetzt. Es wirkt sowohl gegen Gram-positive als auch Gram-negative Bakterien, weswegen es beispielsweise zur Behandlung von Streptokokken verwendet wird.

## Eigenschaften
Cefodizim stammt aus der dritten Generation der Cephalosporine und zählt zu den Cefotaxim-Derivaten. Es unterscheidet sich zu denen der vorangegangenen Generationen durch eine lange Eliminationszeit und eine ausgezeichnete Gewebsgängigkeit. Außerdem wird es von β-Lactamasen nicht angegriffen. Die Einnahme von Cefodizim erwies sich bei toxikologischen Untersuchungen als unbedenklich, zudem gab es eine höhere Nierenverträglichkeit als bei anderen Cephalosoprinen. Es konnten unter der Einnahme von Cefodizim keine Auffälligkeiten im Bezug auf die Thrombozytenzahl, die Blutgerinnung und den Vitamin-K-Metabolismus festgestellt werden.

## Verwendung
Cefodizim eignet sich zur Behandlung von Infektionen des Respirations- und Harntraktes. Es sind bereits eine Vielzahl von Erregern bekannt, die gegen Cefodizim resistent sind. Dazu gehören beispielsweise Staphylococcus epidermidis und Enterococcus faecalis. Zusätzlich eine Mehrzahl der Pseudomonas und Acinetobacter Stämme.